# FIFA Soccer 96
FIFA Soccer 96 (también conocido como FIFA 96: Virtual Soccer Stadium) es un videojuego desarrollado por Producciones Extended Play y lanzado por EA Sports en 1995. Fue lanzado para Mega Drive, Sega Saturn, Sega 32X, Sega Game Gear, PlayStation, Super Nintendo Entertainment System y sistemas DOS.
FIFA 96 es la tercera entrega de la serie FIFA, su lema de ser la próxima generación de fútbol. Fue la primera vez en la serie para ofrecer en tiempo real de gráficos 3D en la Sega Saturn, PlayStation, 32X, y las versiones de DOS, utilizando la tecnología llamada "Estadio Virtual". Los SNES y Mega Drive ediciones utilizan el motor de FIFA 95. También es el primer título de la serie en ser lanzado para la PlayStation, la SNES y la Sega Saturn, así como también es el primero en presentar a los jugadores con nombres de jugadores reales y posiciones, con herramientas de clasificación, de transferencia y de personalización del equipo.

## Banda sonora
FIFA 96 cuenta con 15 canciones, que fueron compuestas y arregladas por Graeme Coleman.

## Recepción
El juego fue un éxito de ventas en el Reino Unido. IGN dio la versión de PlayStation 7.8 fuera de 10 , mientras que GamePro dio la misma versión de 4 sobre 5. Para la versión de DOS PC Gamer dio un 92 sobre 100.

## Selecciones
Para esta edición se pierden las selecciones de Emiratos Árabes Unidos, India, Irak, Kenia y Catar, a la vez que se incluyen por primera vez a las selecciones de Costa Rica, Croacia, Ghana, Islandia, Singapur y Zambia.
| Confederación      | Selección      |
| ------------------ | -------------- |
|                    | Alemania       |
| Austria            |                |
| Bélgica            |                |
| Bulgaria           |                |
| Croacia (Nueva)    |                |
| República Checa    |                |
| Dinamarca          |                |
| Escocia            |                |
| España             |                |
| Finlandia          |                |
| Francia            |                |
| Gales              |                |
| Grecia             |                |
| Hungría            |                |
| Inglaterra         |                |
| Irlanda            |                |
| Irlanda del Norte  |                |
| Islandia (Nueva)   |                |
| Israel             |                |
| Italia             |                |
| Luxemburgo         |                |
| Noruega            |                |
| Países Bajos       |                |
| Polonia            |                |
| Portugal           |                |
| Rumanía            |                |
| Rusia              |                |
| Suecia             |                |
| Suiza              |                |
| Turquía            |                |
| Ucrania            |                |
|                    | Argentina      |
| Bolivia            |                |
| Brasil             |                |
| Chile              |                |
| Colombia           |                |
| Perú               |                |
| Uruguay            |                |
|                    | Canadá         |
| Costa Rica (Nueva) |                |
| Estados Unidos     |                |
| México             |                |
|                    | Argelia        |
| Camerún            |                |
| Costa de Marfil    |                |
| Egipto             |                |
| Ghana (Nueva)      |                |
| Marruecos          |                |
| Nigeria            |                |
| Sudáfrica          |                |
| Zambia (Nueva)     |                |
|                    | Arabia Saudita |
| Australia          |                |
| China              |                |
| Corea del Sur      |                |
| Hong Kong          |                |
| Japón              |                |
| Singapur (Nueva)   |                |
|                    | Nueva Zelanda  |

## Ligas
Para esta edición, hacen su debut la liga de Escocia, Malasia y Suecia.
| Confederación  | Región                 | Competición                  |
| -------------- | ---------------------- | ---------------------------- |
|                | Alemania               | 1. Bundesliga                |
| Escocia        | Premier League (Nueva) |                              |
| España         | Liga BBVA              |                              |
| Francia Mónaco | Ligue 1                |                              |
| Países Bajos   | Eredivisie             |                              |
| Inglaterra     | Barclays PL            |                              |
| Italia         | Serie A                |                              |
| Suecia         | Allsvenskan (Nueva)    |                              |
|                | Brasil                 | Serie A                      |
|                | Estados Unidos Canadá  | A-League                     |
|                | Malasia                | Superliga de Malasia (Nueva) |